# Falun (krater)
För andra betydelser, se Falun (olika betydelser).
Falun är en nedslagskrater på planeten Mars, med en diameter på ungefär 10 km.
1976 namngavs den efter den svenska staden Falun.